# Nephelomys devius
Nephelomys devius is een zoogdier uit de familie van de Cricetidae. De wetenschappelijke naam van de soort werd voor het eerst geldig gepubliceerd door Bangs in 1902.
Nephelomys devius leeft in de nevelwouden van de Cordilleras Central en Talamanca van 1.700 tot 1.800 meter hoogte in Costa Rica en Panama.   Dit knaagdier eet onder meer paddenstoelen.